# Villa Hohe Straße 139

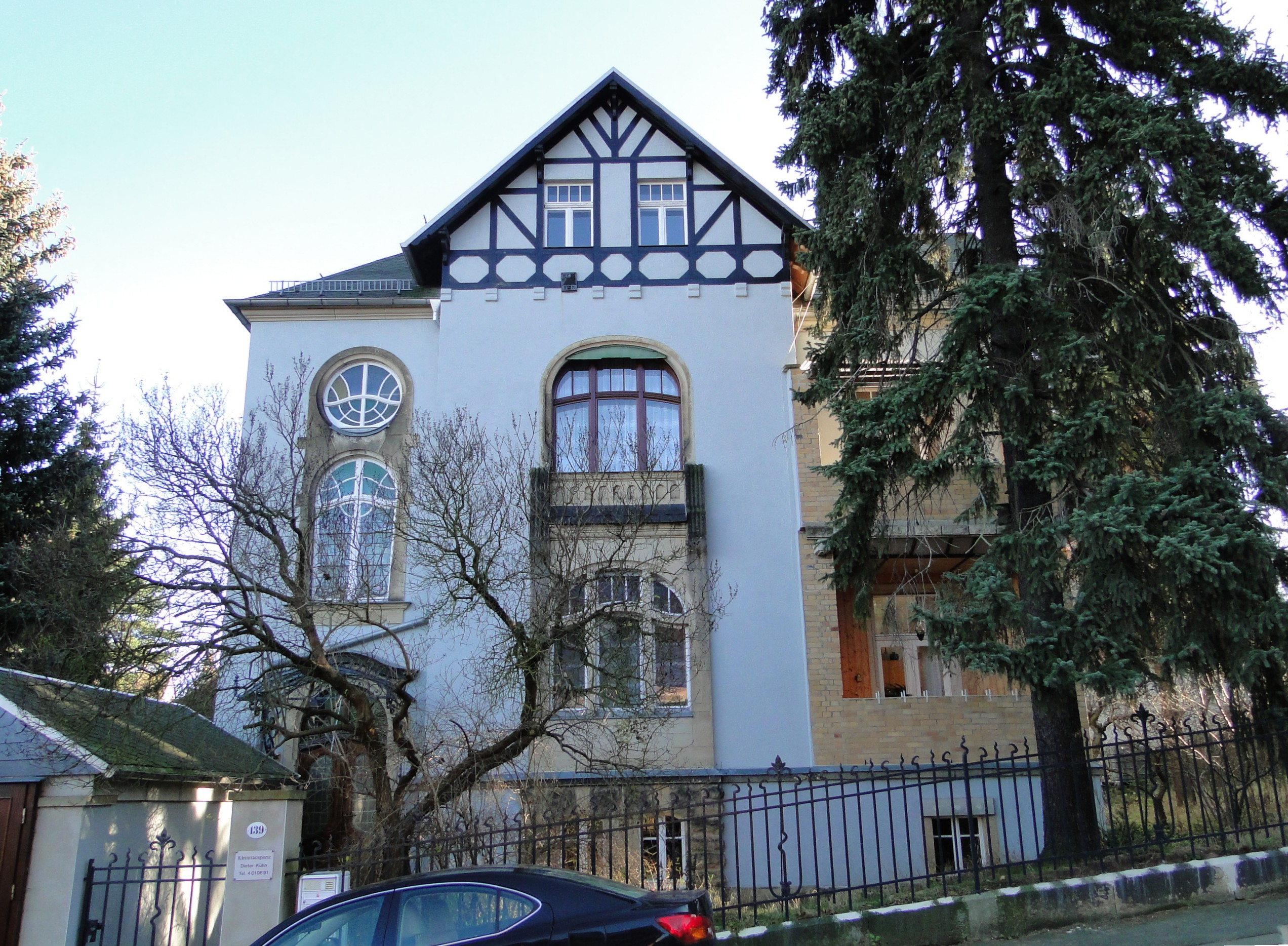
Villa Hohe Straße 139

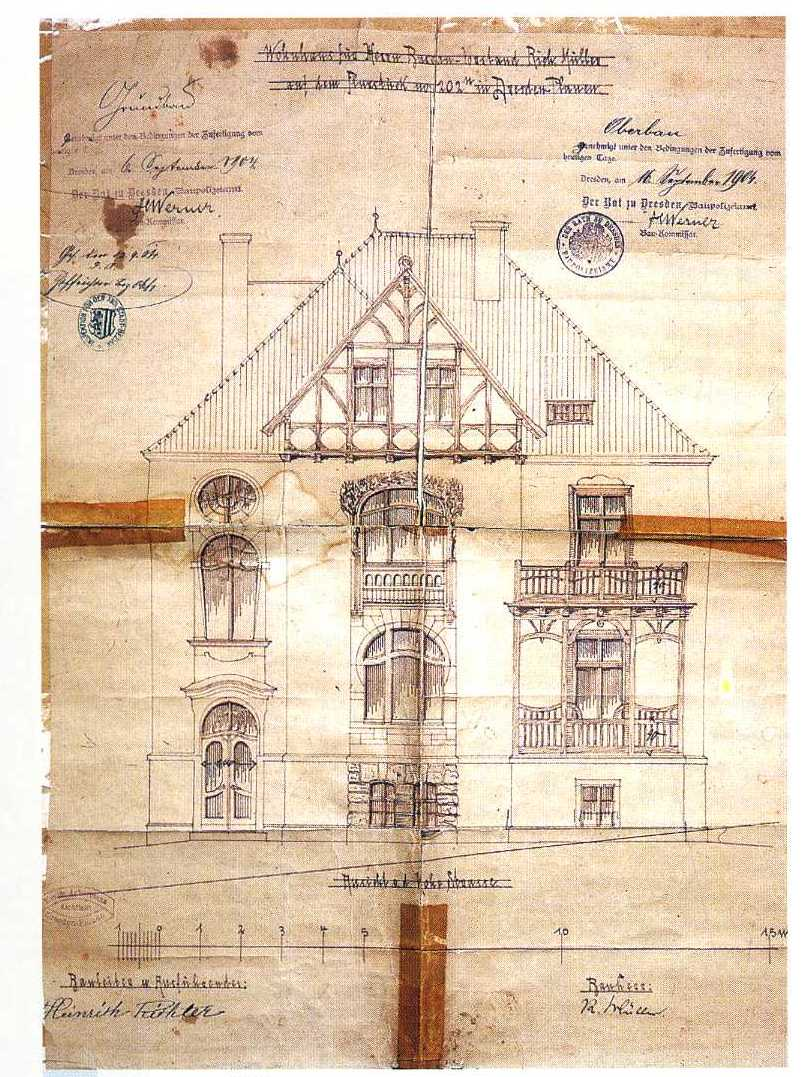
Dresden Villa Hohe Straße 139 aus der Bauakte 1904

Die Villa Hohe Straße 139 ist eine denkmalgeschützte Villa im Dresdner Stadtteil Plauen, die 1904 für Richard Müller nach Entwürfen des Architekten Moritz Ackermann im Landhausstil mit Jugendstildekorationen erbaut wurde.

## Beschreibung
Die zweigeschossige Villa hat eine Fassade, deren Frontlänge drei Achsen breit ist, wobei ein mittig angebrachter Risalit mit einem Fachwerkgiebel als Abschluss eine Achse beansprucht. In den 1960er-Jahren wurde der Fassadenschmuck reduziert, die Innenausstattung jedoch blieb in ihrem ursprünglichen Zustand erhalten.
Die Denkmaleigenschaft wird vom Landesamt für Denkmalpflege Sachsen beschrieben: „Charakteristisches Gebäude aus dem Anfang des 20. Jahrhunderts vor allem im Jugendstil mit Fachwerkgiebel und auffälligen Fensterformaten.“